# وینگ چون (فیلم)
وینگ چون (به انگلیسی: Wing Chun) یک فیلم سینمایی هنگ کنگی در ژانردرام، اکشن و فیلم رزمی محصول سال ۱۹۹۴ به کارگردانی یوئن وو-پینگ با بازی میشل یئو و دانی ین است.